# Le Châtelet, Cher
Le Châtelet är en kommun i departementet Cher i regionen Centre-Val de Loire i de centrala delarna av Frankrike. Kommunen ligger  i kantonen Le Châtelet som tillhör arrondissementet Saint-Amand-Montrond. År 2022 hade Le Châtelet 920 invånare.

## Befolkningsutveckling
Antalet invånare i kommunen Le Châtelet
Referens:INSEE